# Kanjo Effect
Kanjo Effect (感情エフェクト, Kanjō Efekuto) é o terceiro álbum de estúdio da banda japonesa One Ok Rock. Foi lançado em 12 de novembro de 2008 pela Aer-born e tornou-se o último lançamento com o guitarrista Alex Onizawa. A canção "Koi no Aibō Kokoro no Cupid" (恋ノアイボウ心ノクピド) foi utilizada como tema de encerramento dos programas Arabikidan da emissora TBS e Break Point! pela Iwate Menkoi TV. Após o seu lançamento, Kanjo Effect atingiu a posição de número treze nas tabelas musicais japonesas.

## Lançamento e promoção
Em maio de 2008, o One Ok Rock lançou seu segundo álbum de estúdio intitulado Beam of Light e embarcou em sua respectiva turnê nos meses de julho a setembro. Após quase seis meses deste lançamento, a banda produziu o álbum Kanjo Effect em duas edições, sendo elas: uma versão regular contendo doze faixas e uma versão limitada possuindo o adicional de um DVD, o qual contém filmagens do One Ok Rock se apresentando no Shibuya-AX, em Shibuya, Tóquio, como parte da One Ok Rock Live Tour 2008 “Beam Of Light” de 12 de setembro de 2008.
A fim de promover o lançamento de Kanjo Effect, de 4 a 11 de novembro de 2008, o One Ok Rock disponibilizou em sua conta oficial na rede social Myspace, trechos de cinco canções presentes no álbum e embarcou a partir de janeiro de 2009, em sua turnê Emotion Effect Tour, que prosseguiu pelo primeiro semestre do ano de 2009.

## Lista de faixas
| Kanjo Effect – Edição padrão |                                                                                             |                |                             |                                                                       |         |  |
| N.º                          | Título                                                                                      | Letras         | Música                      | Arranjo                                                               | Duração |  |
| 1.                           | "Koi no Aibō Kokoro no Cupid" (恋ノアイボウ心ノクピド)                                      | Toru Yamashita | Takahiro Moriuchi Yamashita | Moriuchi Yamashita Alexander Onizawa Ryota Kohama Tomoya Kanki Akkin  | 2:53    |  |
| 2.                           | "Doppelgänger" (どっぺるゲンガー)                                                           | Moriuchi       | Moriuchi                    | Moriuchi Yamashita Onizawa Kohama Kanki Akkin                         | 3:40    |  |
| 3.                           | "Kaimu" (皆無; Nothing)                                                                     | Moriuchi       | Moriuchi                    | Moriuchi Yamashita Onizawa Kohama Kanki Satoru Hiraide                | 3:39    |  |
| 4.                           | "20 Years Old"                                                                              | Moriuchi       | Moriuchi                    | Moriuchi Yamashita Onizawa Kohama Kanki Jeff Miyahara                 | 3:52    |  |
| 5.                           | "Living Dolls"                                                                              | Yamashita      | Yamashita                   | Moriuchi Yamashita Onizawa Kohama Kanki Akkin                         | 3:59    |  |
| 6.                           | "Break My Strings"                                                                          | Moriuchi       | Moriuchi Onizawa            | Moriuchi Yamashita Onizawa Kohama Kanki Daisuke Fujimoto Shinji Omura | 4:07    |  |
| 7.                           | "Sonzai Shōmei" (存在証明; Existential Proof)                                               | Moriuchi       | Moriuchi Yamashita          | Moriuchi Yamashita Onizawa Kohama Kanki Akkin                         | 3:13    |  |
| 8.                           | "Convincing"                                                                                | Moriuchi       | Moriuchi                    | Moriuchi Yamashita Onizawa Kohama Kanki Koichi Korenaga               | 3:41    |  |
| 9.                           | "My Sweet Baby"                                                                             | Moriuchi       | Moriuchi                    | Moriuchi Yamashita Onizawa Kohama Kanki Miyahara                      | 4:55    |  |
| 10.                          | "Reflection"                                                                                | Moriuchi       | Moriuchi Onizawa            | Moriuchi Yamashita Onizawa Kohama Kanki Fujimoto Omura                | 3:37    |  |
| 11.                          | "Viva Violent Fellow〜Utsukushiki Moshpit〜" (Viva Violent Fellow ～美しきモッシュピット～) | Moriuchi       | Moriuchi                    | Moriuchi Yamashita Onizawa Kohama Kanki Korenaga                      | 3:35    |  |
| 12.                          | "Just" (com "Bossa Nova")                                                                   | Moriuchi       | Moriuchi                    | Moriuchi Yamashita Onizawa Kohama Kanki Miyahara                      | 11:14   |  |
| Duração total:               | Duração total:                                                                              | Duração total: | Duração total:              | Duração total:                                                        | 52:25   |  |

| Kanjo Effect – DVD bônus da edição limitada CD+DVD | |         |  |
| N.º                                                | Título | Duração |  |
| 1.                                                 | "Hitsuzen Maker (必然メーカー)" (Live Tour 2008 "Beam of Light" Shibuya-AX 08.09.12)                                                                   |         |  |
| 2.                                                 | "Melody Line no Shibouritsu (Melody Lineの死亡率; Mortality Rate of Melody Line)" (Live Tour 2008 "Beam of Light" Shibuya-AX 08.09.12)                 |         |  |
| 3.                                                 | "Yoru ni Shika Sakanai Mangetsu (夜にしか咲かない満月; A full moon blooming only in the evening)" (Live Tour 2008 "Beam of Light" Shibuya-AX 08.09.12) |         |  |
| 4.                                                 | "Glass (ガラス)" (Live Tour 2008 "Beam of Light" Shibuya-AX 08.09.12)                                                                                  |         |  |
| 5.                                                 | "(you can do) everything" (Live Tour 2008 "Beam of Light" Shibuya-AX 08.09.12)                                                                         |         |  |
| 6.                                                 | "100% (hundred percent)" (Live Tour 2008 "Beam of Light" Shibuya-AX 08.09.12)                                                                          |         |  |
| 7.                                                 | "Crazy Botch" (Live Tour 2008 "Beam of Light" Shibuya-AX 08.09.12)                                                                                     |         |  |

Notas
- "Just" possui uma faixa oculta intitulada "Bossa Nova", que é executada logo após a mesma.

## Desempenho nas tabelas musicais
Kanjo Effect estreou em seu pico de número treze pela tabela semanal da Oricon Albums Chart na semana correspondente a 10 a 16 de novembro de 2008, permanecendo na tabela por quinze semanas. Pela Billboard Japan, o álbum também estreou em seu pico de número treze pela Top Albums Sales na semana correspondente a 19 de novembro de 2008.

### Posições semanais
| País – Tabela musical (2008)             | Melhor posição |
| ---------------------------------------- | -------------- |
| Japão (Oricon Albums Chart)              | 13             |
| Japão (Billboard Japan Top Albums Sales) | 13             |

### Certificações
| Região                                                                                             | Certificação | Vendas   |
| -------------------------------------------------------------------------------------------------- | ------------ | -------- |
| Japão (RIAJ)                                                                                       | Ouro         | 100,000^ |
| *números de vendas baseados somente na certificação ^distribuições baseadas apenas na certificação |              |          |